# Hvid klit
Ved en hvid klit forstås en klit, hvor vegetationen endnu er så sparsom, at fygning af sand er mulig.

## Dannelsesforhold
Sådanne tilstande kendetegner som regel de klitter, der ligger tættest på kysten, og hvor der kun findes delvis bevoksning af hjælme eller marehalm, men også vandreklitter (eller miler), hvor bevoksningen ikke kan nå at få tilstrækkeligt fodfæste til at stoppe milens fortsatte "vandring", hører til denne naturtype.

## Plantevækst
Den plantevækst, som overhovedet kan trives her, omfatter hjælme, strandmandstro, strandsnerle, marehalm.
| Galleri med typiske arter på hvid klit                  |
| ------------------------------------------------------- |
| - strandmandstro - Marehalm - Sandhjælme - Strandsnerle |

## Udbredelse
Hvide klitter forekommer især langs kyster, der er særligt udsatte for sandfygning. Sådanne vilkår findes i Danmark langs Jyllands vest- og nordvestkyst, på øerne i Vadehavet, på Læsø, på Anholt, langs Nordsjællands nordvendte kyster og på Bornholms sydkyst. Hvid klit har i følge bevaringsstatus 2019 moderat ugunstig bevaringsstatus. Hvid klit er, med et samlet areal på 1.750 ha, en af de mindre udbredte lysåbne naturtyper i Danmark. 63 % af arealet findes inden for habitatområderne

## Natura 2000
Hvid klit er en naturtype i Natura 2000 med betegnelsen 2120 Hvid klit og vandremiler  i Miljøstyrelsens habitatbeskrivelser. 